# Westermannia sumatrana
Westermannia sumatrana är en fjärilsart som beskrevs av Embrik Strand 1913. Westermannia sumatrana ingår i släktet Westermannia och familjen trågspinnare. Inga underarter finns listade i Catalogue of Life.